# Echoverleihung 2016

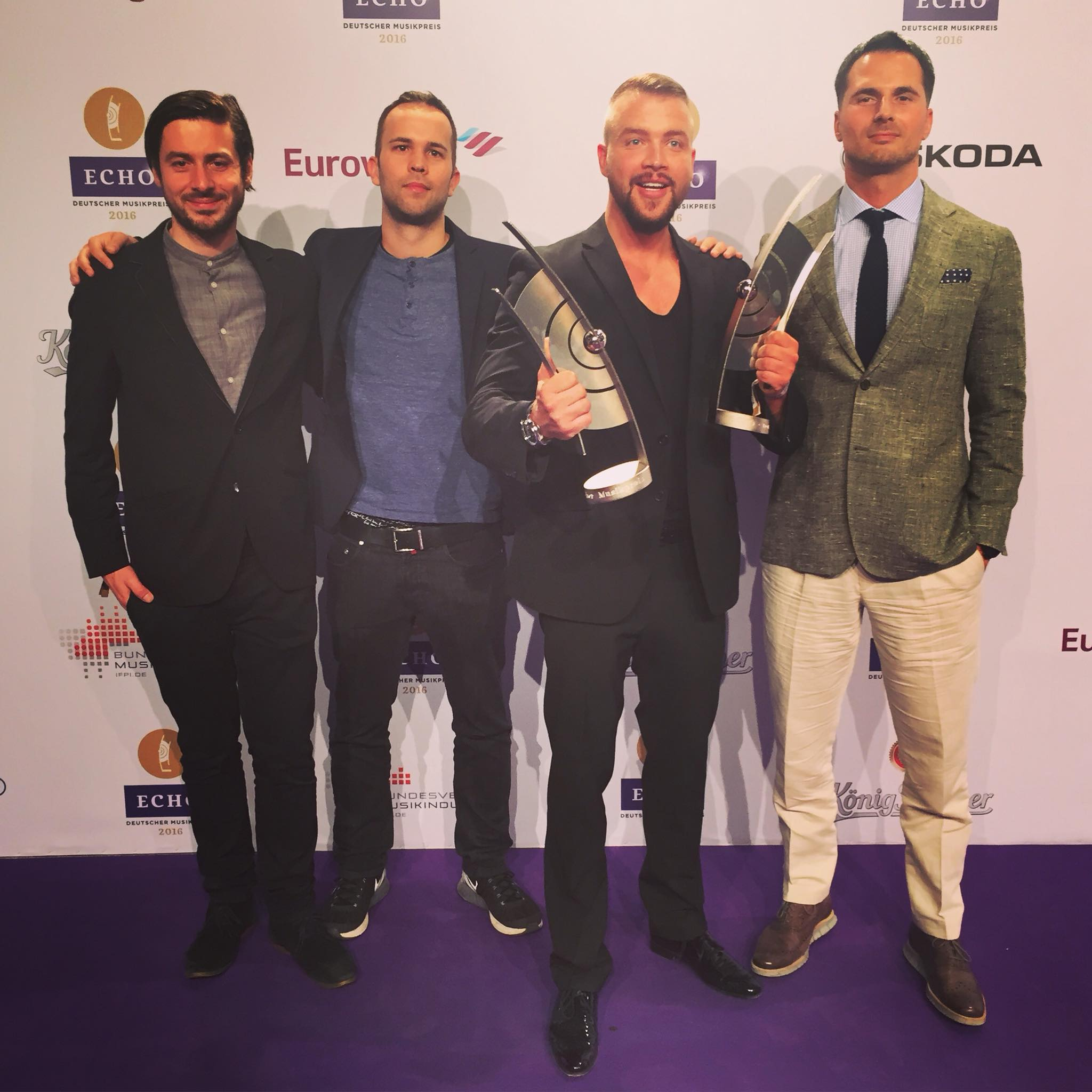
Markus Huber, Thomas Burkholz, Kollegah und Elvir Omerbegovic bei der Echoverleihung 2016

Die 25. Echoverleihung der Deutschen Phono-Akademie fand am 7. April 2016 in der Messe Berlin statt. Die Gala wurde zum vierten Mal von Barbara Schöneberger moderiert und im Fernsehsender Das Erste ausgestrahlt. Der Echo wurde in 31 Kategorien vergeben. Der am 10. Januar 2016 verstorbene Musiker David Bowie wurde als sechster Künstler in die ECHO Hall of Fame, eine Kategorie für verstorbene Musiker, aufgenommen. Auch an andere verstorbene Künstler wurde erinnert, darunter an Roger Cicero, dem Xavier Naidoo sein Lied Frei widmete. Als einer der Favoriten im Vorfeld der Verleihung galt Sido, der in vier Kategorien nominiert war, sich letztlich jedoch in keiner durchsetzen konnte. Helene Fischer gewann in den Kategorien Album des Jahres, Crossover, Musik-DVD/Blu-ray national sowie zusätzlich den Preis als Live-Act national. Insgesamt führt Helene Fischer mit ihrem 16. Echo vor den Kastelruther Spatzen, die 13 Auszeichnungen für sich verbuchen können, die ewige Echo-Bestenliste an. Alex Christensen gewann zudem den Produzentenpreis für das Fischer-Album Weihnachten. Newcomer Joris erhielt drei Auszeichnungen.

## Liveacts
Showacts (in der Reihenfolge ihres Auftretens):
- Eröffnungs-Medley von Echogewinnern aus 25 Jahren: Klaus Meine: Wind of Change, Tim Bendzko: Nur noch kurz die Welt retten, Peter Maffay: Nessaja, Sido: Bilder im Kopf, Lena: Satellite, Die Prinzen: Alles nur geklaut, H. P. Baxxter: Hyper Hyper, Christina Stürmer: Ich lebe, Scorpions: Wind of Change.
- Joris – Herz über Kopf
- The Weeknd – The Hills
- Xavier Naidoo – Frei
- Enya – Echos in Rain
- Bosse – Steine
- Chamber Choir of Europe – Space Oddity (Tribute to David Bowie)
- Sarah Connor und James Bay – Kommst Du mit ihr und Let It Go
- Jamie-Lee Kriewitz – Ghost
- Udo Lindenberg – Durch die schweren Zeiten
- Alan Walker & Zara Larsson – Faded und Never Forget You
- Mark Forster – Wir sind groß

## Preisträger und Nominierte

### Rock/Pop

#### Künstler national Rock/Pop
Andreas Bourani – Hey
- Mark Forster – Bauch und Kopf
- Herbert Grönemeyer – Dauernd jetzt
- Peter Maffay – Tabaluga – Es lebe die Freundschaft!
- Johannes Oerding – Alles brennt

Präsentator: Sido

#### Künstler international Rock/Pop
Ed Sheeran – ×
- James Bay – Chaos and the Calm
- Justin Bieber – Purpose
- David Bowie – Blackstar
- Mark Knopfler – Tracker

#### Künstlerin national Rock/Pop
Sarah Connor – Muttersprache
- Lena – Crystal Sky
- Namika – Nador
- Nena – Oldschool
- Oonagh – Aeria

Präsentatorin: Alexandra Maria Lara

#### Künstlerin international Rock/Pop
Adele – 25
- Enya – Dark Sky Island
- Madonna – Rebel Heart
- Christina Stürmer – Best of – Gestern. Heute.
- Taylor Swift – 1989

#### Gruppe national Rock/Pop
Pur – Achtung
- The BossHoss – Dos Bros
- Revolverheld – MTV Unplugged in drei Akten
- Silbermond – Leichtes Gepäck
- Unheilig – MTV Unplugged: Unter Dampf – Ohne Strom

Präsentatorin: Barbara Schöneberger
Preisübergabe (auf einem gleichzeitig stattfindenden Pur-Konzert): Stefanie Heinzmann

#### Gruppe international Rock/Pop
Coldplay – A Head Full of Dreams
- Florence + the Machine – How Big, How Blue, How Beautiful
- Mumford & Sons – Wilder Mind
- One Direction – Made in the A.M.
- Sunrise Avenue – Fairytales – Best of 2006–2014

### Rock/Alternative

#### Gruppe Rock/Alternative (national)
Frei.Wild – Opposition
- Avantasia – Ghostlights
- Lindemann – Skills in Pills
- Saltatio Mortis – Zirkus Zeitgeist
- Wirtz – Auf die Plätze, Fertig, Los

Präsentator: Alexander Wesselsky

#### Gruppe Rock/Alternative (international)
Iron Maiden – The Book of Souls
- AC/DC – Rock or Bust
- Motörhead – Bad Magic
- Nightwish – Endless Forms Most Beautiful
- Placebo – MTV Unplugged

Präsentator: Max Raabe

### Schlager/volkstümliche Musik

#### Künstler/Künstlerin/Gruppe deutschsprachiger Schlager
Wolkenfrei – Wachgeküsst
- Fantasy – Freudensprünge
- Klubbb3 – Vorsicht unzensiert!
- Wolfgang Petry – Brandneu
- Semino Rossi – Amor – Die schönsten Liebeslieder aller Zeiten

Präsentator: Gregor Meyle

#### Künstler/Künstlerin/Gruppe volkstümliche Musik
Santiano – Von Liebe, Tod und Freiheit
- Die Amigos – Santiago Blue
- Andreas Gabalier – Mountain Man
- Hansi Hinterseer – Gefühle
- Kastelruther Spatzen – Heimat – Deine Lieder

Präsentatorin: Oonagh

### Hip Hop/Urban

#### Künstler/Künstlerin/Gruppe Hip Hop/Urban (national)
Kollegah – Zuhältertape Volume 4
- Alligatoah – Musik ist keine Lösung
- Cro – MTV Unplugged
- K.I.Z – Hurra die Welt geht unter
- Sido – VI

Präsentator: Rea Garvey

#### Künstler/Künstlerin/Gruppe Hip Hop/Urban (international)
Dr. Dre – Compton
- Chris Brown & Tyga – Fan of a Fan: The Album
- Kendrick Lamar – To Pimp a Butterfly
- Macklemore & Ryan Lewis – This Unruly Mess I’ve Made
- The Weeknd – Beauty Behind the Madness

### Hit des Jahres und Album des Jahres

#### Hit des Jahres (national oder international)
Lost Frequencies – Are You with Me
- Adele – Hello
- Felix Jaehn feat. Jasmine Thompson – Ain’t Nobody (Loves Me Better)
- Major Lazer feat. DJ Snake & Mø – Lean On
- Sido feat. Andreas Bourani – Astronaut

Präsentatorin: Amy Macdonald

#### Album des Jahres (national oder international)
Helene Fischer – Weihnachten
- Adele – 25
- Sarah Connor – Muttersprache
- Santiano – Von Liebe, Tod und Freiheit
- Various Artists (Xavier Naidoo, Christina Stürmer, Die Prinzen, Wirtz, Yvonne Catterfeld, Pur, Andreas Bourani) – Sing meinen Song – Das Tauschkonzert Vol. II

Präsentatoren: Michi Beck und Smudo

### Bestes Video (national)
Am 23. März 2016 wurden die folgenden fünf Videos für den Echo nominiert:
 Udo Lindenberg – Durch die schweren Zeiten (Regie: Kim Frank)
- Mark Forster – Bauch und Kopf (Regie: Kim Frank)
- Lindemann – Fish On (Regie: Zoran Bihać)
- Sido feat. Andreas Bourani – Astronaut (Regie: Frank Hoffmann)
- SSIO – Nullkommaneun (Regie: Giwar Hajabi)

Präsentatorin: Barbara Schöneberger
In der Vorauswahl standen daneben die folgenden 16 Videos:
- Adam Angst – Splitter von Granaten
- Alligatoah – Lass liegen
- The BossHoss – Dos Bros
- BTNG feat. KC Rebell – Ghettovip
- Culcha Candela feat. Roldán – La Bomba
- I Am Jerry – Alles muss neu
- Joris – Herz über Kopf
- Keøma – Black
- K.I.Z feat. Henning May – Hurra die Welt geht unter
- Kollegah – John Gotti
- MoTrip & Lary – So wie du bist
- Anna Naklab feat. Alle Farben & Younotus – Supergirl
- Namika – Lieblingsmensch
- Johannes Oerding – Alles brennt
- Prinz Pi feat. Philipp Dittberner – 1,40 m
- Schnipo Schranke – Cluburlaub

### Nachwuchspreis der Deutschen Phonoakademie

#### Newcomer des Jahres (national)
Joris – Hoffnungslos Hoffnungsvoll
- Philipp Dittberner – 2:33
- Gestört aber geil – Gestört aber geil
- LX & Maxwell – Obststand
- Namika – Nador

Präsentatorin: Christina Stürmer

#### Newcomer des Jahres (international)
James Bay – Chaos and the Calm
- Bilderbuch – Schick Schock
- Louane – Chambre 12
- Wanda – Bussi
- The Weeknd – Beauty Behind the Madness

Präsentatoren: Alec Völkel und Sascha Vollmer

### Dance (national)
Robin Schulz – Sugar
- Deichkind – Niveau weshalb warum
- Gestört aber geil – Gestört aber geil
- Felix Jaehn – Ain’t Nobody (Loves Me Better)
- Paul Kalkbrenner – 7

Präsentator: Mark Forster

### Dance (international)
Lost Frequencies – Are You with Me
- David Guetta – Listen
- Kygo – Stole the Show
- Major Lazer – Peace is the Mission
- Omi – Cheerleader (Felix Jaehn Remix)

### Crossover (national oder international)
Helene Fischer – Weihnachten
- Bratislava Symphony Orchestra – 35 Jahre Böhse Onkelz – Symphonien und Sonaten
- Roger Cicero – Cicero Sings Sinatra (Live in Hamburg)
- David Garrett – Explosive
- Gregorian – Masters of Chant: The Final Chapter

Präsentator: Max Raabe

### Musik-DVD/Blu-ray national
Helene Fischer – Farbenspiel Live – Die Stadion-Tournee / Weihnachten – Live aus der Hofburg Wien
- Böhse Onkelz – Nichts ist für die Ewigkeit – Live am Hockenheimring 2014
- Udo Jürgens – Das letzte Konzert – Zürich 2014
- Peter Maffay – Niemals war es besser (Live)
- Rammstein – Rammstein in Amerika

Präsentatorin: Conchita Wurst

### Live-Act national
Helene Fischer – Farbenspiel Live – Die Stadion-Tournee (Semmel Concerts)
Präsentatorin: Conchita Wurst

### Kritikerpreis national
Joris – Hoffnungslos hoffnungsvoll
- DJ Koze – DJ Kicks
- Isolation Berlin – Und aus den Wolken tropft die Zeit
- K.I.Z – Hurra die Welt geht unter
- Tocotronic – Das rote Album

Präsentatorin: Christina Stürmer

### Produzent/in/-en-Team des Jahres
Alex Christensen für Helene Fischer – Weihnachten

### Radio-ECHO
Der Preisträger wurde am 7. April 2016 per Telefon- und SMS-Abstimmung gewählt.
 Joris – Herz über Kopf
- Cro – Bye Bye
- Namika – Lieblingsmensch
- Philipp Dittberner & Marv – Wolke 4
- Sido feat. Andreas Bourani – Astronaut

Präsentator: Robin Schulz

### Würdigung des Lebenswerkes
Puhdys
Laudator: Peter Maffay

### Partner des Jahres
aspekte (ZDF)

### Handelspartner des Jahres
Spotify

### Würdigung für soziales Engagement
Roland Kaiser
Laudator: Michael Müller

### Bester interaktiver Act
Kollegah

### Bester nationaler Act im Ausland
Robin Schulz
Präsentator: Klaus Meine

### Echo Hall of Fame
David Bowie